# Sel de Bechgaard
Un sel de Bechgaard est un complexe à transfert de charge organique ayant des propriétés supraconductrices à basse température. Ces structures tirent leur nom du chimiste danois Klaus Bechgaard (en), qui fut l'un des premiers à en avoir synthétisé, avec l'aide du physicien français Denis Jérome. La plupart des sels de Bechgaard ne sont supraconducteurs qu'à très basse température, et perdent cette propriété au-delà de quelques kelvins ; le plus performant d'entre eux demeure supraconducteur jusqu'à 12 K.

Motif tétrathiafulvalène (TTF), donneur d'électrons typique des supraconducteurs organiques.

Les sels de Bechgaard sont bâtis à partir d'une petite molécule organique plane comme donneur d'électrons (composé dit « de type p ») complexée avec des accepteurs d'électrons (composés dits « de type n ») tels que des anions perchlorate ClO4− ou des molécules de tétracyanoéthylène (TCNE) (N≡C)2C=C(C≡N)2. Tous les donneurs d'électrons organiques comportent de multiples hétérocycles conjugués ayant en commun d'avoir une géométrie plane, un faible potentiel d'ionisation et un bon recouvrement des orbitales entre hétéroatomes de molécules voisines : ce sont ces propriétés qui favorisent la conductivité électrique en permettant la circulation des électrons d'une molécule à l'autre via les orbitales laissées inoccupées des molécules donneuses d'électrons.
Tous les sels de Bechgaard découlent de variations autour d'un thème commun reposant sur un motif tétrathiafulvalène : divers supraconducteurs ont été synthétisés à partir de diverses substitutions sur un noyau TTF, parfois aussi sur du tétrasélénafulvalène (TSF, différant du TTF par substitution des atomes de soufre par des atomes de sélénium).
Il existe une grande variété d'autres supraconducteurs organiques que les sels de Bechgaard, y compris d'autres complexes à transfert de charge.

## Articles liés
- Supraconductivité
- Semi-conducteur organique